# 김라나
김라나(金羅娜，1983년 6월 26일~)는 대한민국의 전 가수이자 모델이고, 현재는 DJ로 활동 중이다.

## 학력
- 예일디자인고등학교
- 한성대학교 의상디자인학과 (졸업)
- 한성대학교 대학원 의상디자인학과 (졸업)

## 방송

### 진행
- 2008년  : SBS 《도전 1000곡》
- 2009년  : 엠넷 《하늘에서 남자들이 비처럼 내려와》
- 2010년  : SBS 플러스 《요걸스 다이어리》

### 광고
- 삼성전자 - 시스템 에어컨

## 연기 활동

### 드라마
- 2013년: 《우리들의 차차차2》 - 꼬미꼬미편 옹스 역 (SBS 플러스)
- 2015년: 《우리들의 차차차4》 - 꼬미꼬미편 옹스 역 (SBS 플러스)
- 2017년: 《우리들의 차차차6》 - 꼬미꼬미편 옹스 역 (SBS 플러스)
- 2019년: 《우리들의 차차차8》 - 꼬미꼬미편 옹스 역 (SBS 플러스)
- 2021년: 《우리들의 차차차10》 - 꼬미꼬미편 옹스 역 (SBS 플러스)
- 2023년: 《우리들의 차차차12》 - 꼬미꼬미편 옹스 역 (SBS 플러스)

## 홍보대사
- 2008년 대학 패션 위크 홍보대사

## 수상
- 2008년 제17회 슈퍼모델 선발대회 1위
- 2009년 제2회 아시아-태평양 슈퍼모델 선발대회 2위